# Kōta Hirano
Kōta Hirano (平野 耕太?, Hirano Kōta; Adachi, 14 luglio 1973) è un mangaka giapponese, noto soprattutto come autore di Hellsing.

## Biografia
L'inizio della carriera lo vede come assistente mangaka e solo in seguito, a partire dalla metà degli anni novanta come autore in proprio di manga hentai. Ricevette un discreto successo con alcuni H manga come Coyote, la sua opera prima serializzata sulle pagine della rivista Comic Papipo nel 1995, Angel Dust, Gun Mania e Hi-Tension. Il grande successo, tuttavia, arrivò con l'horror splatter Hellsing, iniziato nel 1997 sulle pagine della rivista seinen Young King OURs, dal quale sono stati tratti due adattamenti anime: una serie tv del 2003 e una serie di OAV iniziata nel 2006 e conclusa nel 2012. La serie ha anche avuto un prequel cartaceo, The Dawn, ambientato 50 anni prima della storia originale, iniziato nel 2001 e che attualmente conta sei capitoli.
Hellsing non è stata la prima serie di Hirano ad essere pubblicata in Young King OURs. Nel 1996, erano stati pubblicati due one shot: The Legends of Vampire Hunter, un hentai pubblicato inizialmente dalla rivista ecchi Heavenly Pleasure, ed Hi-And-Low, una storia incentrata sull'Operazione Barbarossa. Assieme a Cross Fire, queste due serie sono accomunate per setting, personaggi e storia dall'essere di fatto prototipi di Hellsing, in favore del quale lo stesso Hirano nel 1998 interruppe la pubblicazione di Hi-And-Low.
Hirano assieme a Yasuhiro Nightow è stato uno degli ospiti principali del Lucca Comics & Games 2008, occasione unica che ha permesso ai fan italiani di poter incontrare per la prima volta in Italia il famoso mangaka.
Dopo la conclusione di Hellsing nel settembre del 2008, Hirano si è preso un breve periodo di pausa, al termine del quale, nella primavera del 2009, è iniziata sempre sulle pagine di YKO la serializzazione di Drifters.

## Opere
- Coyote (COYOTE?) (1995)
- Dai Dōjin Monogatari (大同人物語?) (1996)
- Hi-Tension (拝Hiテンション?) (1996)
- The Legends of Vampire Hunter (1996)
- Cross fire (CROSS FIRE?) (1996-1998)
- Susume!! Seigaku Dennō Kenkyū (進め!!聖学電脳研究部?) (1997-1999)
- Hellsing (HELLSING ヘルシング?, Herusingu) (1997-2008)
- Hi-And-Low (1998)
- Gunmania (ガンマニア?, Ganmania) (1999)
- Hellsing: The Dawn (HELLSING外伝 - THE DAWN?, Herusingu Gaiden - The Dawn) (2001)
- Sabaku no Youjinbou (砂漠の用心棒?)[4] (2001)
- Ikaryaku (以下略?) (2006-2008)
- Drifters (ドリフターズ?, Dorifutazu) (2009-)